# クレイジーワン ぶっ飛び広告代理店
『クレイジーワン ぶっ飛び広告代理店』（クレイジーワン ぶっとびこうこくだいりてん、原題：The Crazy Ones）は、デビッド・E・ケリー制作、ロビン・ウィリアムズとサラ・ミシェル・ゲラー主演のアメリカ合衆国のシチュエーション・コメディ番組である。20世紀フォックステレビジョンの希望でビル・デイリア、ディアン・ローレイ、ジェイソン・ウィナーが製作総指揮を務めた。
2013年10月18日、CBSは1シーズン分の番組制作発注をかけた。シングルカメラ方式によって撮影されたパイロット版は、2013年9月26日に2013年度秋放送番組・木曜日午後9時（ET/PT）枠候補として初放送された。日本ではFOXチャンネルで2014年2月10日25時（2月11日午前1時）から字幕版のみで放送を開始した。
2014年5月10日、CBSは1シーズンで番組を打ち切ることを明かした。
それから3か月後の8月11日、ロビン・ウィリアムズが死去し、この番組がテレビでの最後の仕事となった。

## 概要
『クレイジーワン ぶっ飛び広告代理店』はデビッド・E・ケリーとジェイソン・ウィナーの製作総指揮によって制作されている。ケリーは過去に『ピケット・フェンス』『シカゴ・ホープ』『ザ・プラクティス ボストン弁護士ファイル』『アリー my Love』『ボストン・パブリック』『ボストン・リーガル』『ハリーズ・ロー 裏通り法律事務所』などのテレビドラマを生み出したプロデューサーである。
主演には、シカゴの広告代理店「ルイス・ロバーツ・アンド・ロバーツ」代表のサイモン・ロバーツ役としてロビン・ウィリアムズと、サイモンの娘でビジネスパートナーのシドニー役としてサラ・ミシェル・ゲラーが起用された。この番組はウィリアムズにとって31年前に放送された『モーク・アンド・ミンディ』以来のテレビレギュラー番組であり、ゲラーにとっては2012年にシーズン1で打ち切りとなった『リンガー 〜2つの顔〜』以来のテレビ出演作となる。ウィリアムズの発する台詞はウィリアムズ自身によって書かれている。ゲラーはウィリアムズが新作コメディドラマを制作しているとの噂を耳に入れ、ウィリアムズの親友であるボブキャット・ゴールドスウェイトの妻でゲラーの友人であるサラ・デ・サ・レゴに働きかけ、本作に出演できるように根回しした。
番組はかつて医療ドラマ『Dr.HOUSE』の制作のため使用されていたロサンゼルスの20世紀フォックス14番スタジオで撮影されている。
番組では現実味を与えるために実在する巨大企業名が言及されるが、企業は番組に対して資金提供を行っておらず、使用許可も出していない。ゲスト出演する歌手は番組内で歌を披露することがある。例えば、過去にマクドナルドが用いたイメージソング『You deserve a break today』の修正版を歌手のケリー・クラークソンが歌ったり、歌手のジョシュ・グローバンも番組内で歌声を披露したりしている。

## 登場人物
サイモン・ロバーツ（ロビン・ウィリアムズ）
風変わりなシカゴの広告代理店代表。ロビン・ウィリアムズはサイモンのことを「何でも売ることができる男である。彼ならスターバックスにフラペチーノを売れるし、神に雲を売ることもできる」と分析している。サイモンの背景に自身の人生がどれほど影響しているかについて、ウィリアムズは「サイモンには多くのニュアンスがあり、懸命に生き、常に時代の先端を歩んでいる。例えば複数回に及ぶ結婚やリハビリ生活、ワインカントリーでのリハビリもだ。信用できるさ、自分自身に関しては調査済みだ」と述べている。
シドニー・ロバーツ（サラ・ミシェル・ゲラー）
サイモンの娘であると同時に、代理店のビジネスパートナーでディレクターである。
ザック・クロッパー（ジェイムズ・ウォルク）
コピーライター。サイモンのお気に入りで、よくアンドリューに敵視される。
アンドリュー・キアネリー（ハミッシュ・リンクレイター）
アートディレクター。社内では「オタッキーなアートディレクター」と言われている。
ローレン・スロツキー（アマンダ・セットン）
アシスタント。社内では「見た目よりずっと賢い」と言われている。
ゴードン・レウィス（ブラッド・ギャレット）
サイモンのビジネスパートナー。

## 番組概要
| シーズン | シーズン | 話数 | 米国放送日    | 米国放送日    | DVD発売日   | DVD発売日   | DVD発売日   |
| シーズン | シーズン | 話数 | 初回          | 最終回        | リージョン1 | リージョン2 | リージョン4 |
| -------- | -------- | ---- | ------------- | ------------- | ----------- | ----------- | ----------- |
|          | 1        | 22   | 2013年9月26日 | 2014年4月17日 | TBA         | TBA         | TBA         |

### エピソード
| No. | タイトル 原題                                | 監督                 | 脚本                       | 米国放送日     | プロダクション コード | 米国視聴者数 (百万単位) |
| --- | -------------------------------------------- | -------------------- | -------------------------- | -------------- | --------------------- | ----------------------- |
| 1 | "マクドナルド大作戦 Pilot"                   | ジェイソン・ウィナー | デビッド・E・ケリー        | 2013年9月26日  | 1AXB00                | 15.52                   |
| サイモン･ロバーツは、昔のCMのリメイクを提案し、一番の得意先であるマクドナルドからの契約打ち切りを回避した。だが、CMソングを歌ってくれる歌手を見つけるのに難航し、有名歌手ケリー・クラークソンにオファーを出すが、交渉はなかなかうまくいかなかった。                                      |                                              |                      |                            |                |                       |                         |
| 2 | "失敗は成功のもと The Spectacular"           | ジェイソン・ウィナー | Joe Port & Joe Wiseman     | 2013年10月3日  | 1AXB02                | 11.71                   |
| ザックがサイモンに気に入られていることについて焼きもちを焼くアンドリュー。サイモンから仕事を得たアンドリューは嬉しくなるが、今度はその仕事から解放されたはずのザックが焼きもちを焼く。同じころシドニーはカフェのイベントで巨大ポットを用意するも、それが却って大変な騒ぎを招いてしまう。 |                                              |                      |                            |                |                       |                         |
| 3 | "親子の思い出 Bad Dad"                       | ジェイソン・ウィナー | Corey Nickerson            | 2013年10月10日 | 1AXB01                | 9.69                    |
| オールステート保険の依頼で、父と娘の思い出を題材としたCMを作ることになったサイモンは、シドニーに運転の仕方を教えた思い出を基にしたCMを作る。同じころ、ローレンに「ザックとサイモンの関係がサメとコバンザメのようだ」と言われたアンドリューは、ザックに対する嫉妬心を燃やすのであった。   |                                              |                      |                            |                |                       |                         |
| 4 | "ひらめきの瞬間 Breakfast Burrito Club"      | Michael P. Jann      | Rob Sudduth                | 2013年10月17日 | 1AXB04                | 9.37                    |
| オールステート保険のCMの一件のあと、サイモンらは朝食用ブリトーの企画に取り掛かる。そこで彼らは自身の問題について深く考えるようになった。 |                                              |                      |                            |                |                       |                         |
| 5 | "彼女と彼らのカンケイ She's So European"     | Jason Winer          | Dean Lorey                 | 2013年10月24日 | 1AXB05                | 8.69                    |
| ヘレナ(サフロン・バロウズ)がシカゴを訪れ、シドニーとザックとサイモンは彼女の気を引こうと互いに競い合う。同じころ、対照的な精神状態にあるアンドリューとローレンはフレッド・メラメッドに協力していた                                                                                       |                                              |                      |                            |                |                       |                         |
| 6 | "現役であるために Hugging the Now"           | Fred Savage          | Ryan Raddatz               | 2013年10月31日 | 1AXB03                | 8.06                    |
| サイモンの手掛けた精力剤のCMがインパクト賞にノミネート。同じころ、シドニーは高校時代の片思いの相手ジョシュ（マイケル・ランデス）と再会。だが、ジョシュの作品もまたインパクト賞にノミネートされていた。                                                                                   |                                              |                      |                            |                |                       |                         |
| 7 | "麗しのシドニー Sydney, Australia"           | Bill D'Elia          | Tracy Poust & Jon Kinnally | 2013年11月7日  | 1AXB06                | 8.00                    |
| シドニーは、彼女に熱を上げる元同僚ダニー（ジョシュ・グローバン）から『麗しのシドニー』というストーカーじみた曲を贈られて困っていた。同じころ、サイモンはオーストラリア観光局との契約交渉が難航していた。                                                                                 |                                              |                      |                            |                |                       |                         |
| 8 | "ミスター・フィンガー The Stan Wood Account" | Jason Winer          | Laura Krafft               | 2013年11月14日 | 1AXB07                | 8.59                    |
| Simon is intent to make things right when his partner, Gordon Lewis (Brad Garrett), forces him to give up his very first client when it conflicts with another account. |                                              |                      |                            |                |                       |                         |
| 9 | "伝説のホームラン Sixteen-Inch Softball"     | Alex Hardcastle      | Amy Hubbs                  | 2013年11月21日 | 1AXB08                | 8.60                    |
| Someone's job is on the line at the annual Accounts vs. Creatives 16-inch softball game, and the truth about Simon's last epic win threatens to surface. |                                              |                      |                            |                |                       |                         |
| 10 | "スーパーモデル参上 Models Love Magic"       | Fred Savage          | Dean Lorey                 | 2013年12月5日  | 1AXB10                | 7.58                    |
| While Simon and Gordon disagree on compromising their values to land a lucrative client, Lauren gets stuck in the multi-million dollar Victoria's Secret Fantasy Bra. |                                              |                      |                            |                |                       |                         |
| 11 | "親の七光り The Intern"                      | Fred Goss            | Joe Port & Joe Wiseman     | 2013年12月12日 | 1AXB09                | 7.87                    |
| Sydney's insecurities about how she is perceived resurface when the bratty daughter (Ashley Tisdale) of an important client becomes their intern. |                                              |                      |                            |                |                       |                         |
| 12 | "勝者の顔 The Face of a Winner"              | Jason Winer          | Mason Steinberg            | 2014年1月2日   | 1AXB12                | 8.20                    |
| When Simon mixes up the assignments in the office, he puts Sydney on an account for a video game that she becomes addicted to winning. |                                              |                      |                            |                |                       |                         |
| 13 | "忍び寄る病魔 Outbreak"                      | Bill D’Elia          | Rob Sudduth                | 2014年1月9日   | 1AXB13                | 9.52                    |
| Simon gives Lauren a chance to work with a big client facing a PR disaster after the rest of the office comes down with the flu. Meanwhile, Sydney quarantines her ill workmates so as not to jeopardize a date she has with a hot physician who is on the rebound.                      |                                              |                      |                            |                |                       |                         |
| 14 | "サイモンここにあり Simon Roberts Was Here"  | TBA                  | TBA                        | 2014年1月30日  | 1AXB14                | TBD                     |
| 15 | "あっと驚くお葬式 Dead and Improved"         | TBA                  | TBA                        | 2014年2月5日   | 1AXB11                | TBD                     |
| 16 | "司会者ドクターZ Zach Mitzvah"               | TBA                  | TBA                        | 2014年2月27日  | TBA                   | TBD                     |

## 評価
番組は批評家から様々な評価を受けている。『Metacritic』では第1シーズンが100点中58点を獲得し、「中間であり平均的レビューだ」と評された。
『Digital Spy』のモーガン・ジェフリーは「ウィリアムズは自分のアニメ声で話したり、変顔したり、ペラペラ話すといった持ちネタを使わずにはいられない。しかし、程よいパトスを彼のコミカルな演技には感じられる。また娘役のゲラーとの共演で、不思議な息の合った演技を温もりと共に感じることもできる」と評している。『ピッツバーグ・ポスト』のロブ・オーウェンは「『クレイジーワン』が打ち切りにならないかどうかは疑問であるが、パイロット版はその疑問に対して十分な魅力とユーモアを与えた」と評した。
『ボストン・グローブ』は「ウィリアムズはもう年だ」と評し、番組に対して平均より多く批判的なレビューを与えている。『ワシントン・ポスト』はパイロット版に「この先の展開が気になる」と評し、B-の評価を下した。

### 視聴率
パイロット版は1,552万人の視聴者を得ており、2013年度秋開始番組の中では最も多くの視聴者を獲得した。また18歳から49歳のレイティング（3.9/11）も秋開始コメディ番組の中で最も高かった。パイロット版放送から3日後の録画視聴者数で22％増え、合計で1,898万人が視聴し、25歳から54歳のレイティングは6.8、18歳から49歳のレイティングは5.1となった。

### 受賞とノミネーション
| アワード                       | アワード                     | アワード               | アワード   | アワード |
| 賞                             | 部門                         | 候補者                 | 結果       |          |
| ------------------------------ | ---------------------------- | ---------------------- | ---------- | -------- |
| ピープルズ・チョイス・アワード | 好きな新作コメディ番組       | 好きな新作コメディ番組 | ノミネート |          |
| ピープルズ・チョイス・アワード | 好きな新作テレビ番組での男優 | ロビン・ウィリアムズ   | ノミネート |          |
| ピープルズ・チョイス・アワード | 好きな新作テレビ番組での女優 | サラ・ミシェル・ゲラー | 受賞       |          |

## 外部サイト
- 公式サイト（英語）
- クレイジーワン ぶっ飛び広告代理店 - allcinema
- The Crazy Ones - IMDb（英語）